# 细株短柄草
细株短柄草（学名：Brachypodium sylvaticum var. gracile）为禾本科短柄草属下的一个变种。

## 扩展阅读
- 維基物種上的相關：细株短柄草